# Shane Doan
Shane Albert Doan (Halkirk, 10 ottobre 1976) è un hockeista su ghiaccio canadese, di ruolo ala. Dalla stagione 1996-1997 gioca per i Phoenix Coyotes, di cui è capitano. È l'unico giocatore dei Coyotes rimasto dal trasferimento degli originali Winnipeg Jets a Phoenix nel 1996. È inoltre noto per le sue capacità da leader dentro e fuori dal campo, nonché per le sue doti umanitarie, che gli hanno fruttato un King Clancy Memorial Trophy nel 2010 ed un Mark Messier Leadership Award nel 2012.